# 13956 Banks
13956 Banks este un asteroid din centura principală de asteroizi.

## Descriere
13956 Banks este un asteroid din centura principală de asteroizi. A fost descoperit pe 15 noiembrie 1990 la Observatorul La Silla de Eric Walter Elst. El prezintă o orbită caracterizată de o semiaxă mare de 2,53 ua, o excentricitate de 0,12 și o înclinație de 8,1° în raport cu ecliptica.